# Eudejeania punensis
Eudejeania punensis là một loài ruồi trong họ Tachinidae.